# Długi Ostrów
Długi Ostrów – wyspa między Odrą a Kanałem Polickim w Dolinie Dolnej Odry w granicach administracyjnych miasta Police. 
W rejonie wyspy znajduje się port morsko-rzeczny Police.
Wyspa znajduje się w specjalnym obszarze ochrony siedlisk Ujście Odry i Zalew Szczeciński.
Nazwę Długi Ostrów wprowadzono urzędowo w 1949 roku, zastępując poprzednią niemiecką nazwę Schmaler Werder.